# Anticlea virescens
Anticlea virescens är en nysrotsväxtart som först beskrevs av Carl Sigismund Kunth, och fick sitt nu gällande namn av Per Axel Rydberg. Anticlea virescens ingår i släktet Anticlea och familjen nysrotsväxter. Inga underarter finns listade.